# Mitch Lees
Pas d'image ? Cliquez ici

a Compétitions nationales et continentales officielles uniquement.

b Matchs officiels uniquement.
Dernière mise à jour le 24 avril 2025.
Mitch Lees, né le 12 novembre 1988 à Sydney, est un joueur australien de rugby à XV qui joue au poste de deuxième ligne.

## Carrière
Mitch Lees commence à jouer au rugby dans sa ville natale avec le club d'Eastwood RC, avant d'intégrer l'équipe première en 2010. Ses performances lui permettent d'être sélectionné par l'équipe des ACT Brumbies en 2013 mais il quitte finalement l'Australie.
Il ne joue que la saison 2013-2014 avec les London Welsh en 2e division anglaise avant de rejoindre les Exeter Chiefs durant l'été 2014. Durant ses cinq saisons avec le club anglais, il remporte la Coupe anglo-galloise en 2017 et la Premiership la même année. Il participe aussi aux finales de la Coupe anglo-galloise 2014 et 2016 et à celles de Premiership en 2016, 2018 et 2019.
En 2016, il participe aux tests matches d'été avec l'équipe réserve d'Angleterre.
Durant l'été 2019, il s'engage avec le CA Brive Corrèze pour deux saisons. En décembre 2020, il prolonge son contrat avec le CA Brive jusqu'en 2023.
Le 30 septembre 2022, il annonce mettre fin à sa carrière professionnelle à la suite d'une blessure à la cheville subie en février de la même année lors d'un match face à Clermont.

## Palmarès
Le palmarès détaillé de Mitch Lees :
- 2013 : Finaliste du New South Wales Shute Shield avec Eastwood RC
- 2014 & 2016 : Finaliste de la Coupe anglo-Galloise avec Exeter Chiefs
- 2017 : Vainqueur de la Coupe anglo-Galloise avec Exeter Chiefs
- 2016, 2018 & 2019 : Finaliste de la Premiership avec Exeter Chiefs
- 2017 : Vainqueur de la Premiership avec Exeter Chiefs